# Olbiogaster
Genre
Olbiogaster est un genre de diptères de la famille des Anisopodidae.

## Liste des espèces
Selon ITIS (23 novembre 2013) :
- Olbiogaster sackeni Edwards, 1915
- Olbiogaster taeniata (Bellardi, 1862)
- Olbiogaster texana Lane & D'andretta, 1958

Selon NCBI (23 novembre 2013) :
- Olbiogaster sackeni

Selon Catalogue of Life (23 novembre 2013) :
- Olbiogaster aequinoctialis
- Olbiogaster africanus
- Olbiogaster almeidai
- Olbiogaster alvarengai
- Olbiogaster amazonica
- Olbiogaster antillarum
- Olbiogaster carioca
- Olbiogaster catarrhactes
- Olbiogaster chavantesi
- Olbiogaster cinctus
- Olbiogaster cognatus
- Olbiogaster danista
- Olbiogaster enderleini
- Olbiogaster erythrohydrus
- Olbiogaster evansi
- Olbiogaster flavicoxa
- Olbiogaster fulvithorax
- Olbiogaster fulviventris
- Olbiogaster fulvus
- Olbiogaster guatemalteca
- Olbiogaster hallucinata
- Olbiogaster insularis
- Olbiogaster lanei
- Olbiogaster marinonii
- Olbiogaster mexicana
- Olbiogaster midas
- Olbiogaster nigra
- Olbiogaster orientalis
- Olbiogaster panamensis
- Olbiogaster papaveroi
- Olbiogaster paractius
- Olbiogaster pauliani
- Olbiogaster pirapo
- Olbiogaster polytaeniatus
- Olbiogaster sackeni
- Olbiogaster scalaris
- Olbiogaster similans
- Olbiogaster surinamensis
- Olbiogaster taeniatus
- Olbiogaster tamoioi
- Olbiogaster texana
- Olbiogaster trinidadensis
- Olbiogaster xanthonota
- Olbiogaster zeylanicus
- Olbiogaster zonatus